# Amphithéâtre de Syracuse
L'amphithéâtre de Syracuse est un édifice taillé dans le roc aux alentours du Ier / IIIe siècle, situé dans le parc archéologique de Néapolis, en Sicile.
Il avait une capacité de 20 000 spectateurs, et formait une ellipse de 140 mètres de long pour 119 mètres de large, ce qui faisait de cet amphithéâtre le plus grand de Sicile, et l'un des plus grands amphithéâtres italiens, avec ceux de Rome, Capoue et Vérone. 
Creusé au flanc de la colline d’Apollon Téménitès, et bâti sur la partie sud, le monument avait deux entrées, une au nord et une à l'opposé, au sud. 
L'arène possède, au centre, un vaste creux rectangulaire, originellement couvert, relié par un passage souterrain à l'extrémité nord du monument, sur l'axe du couloir d'entrée : il s'agit d'œuvres souterraines nécessaires pour les effets utilisés pendant les spectacles. Autour de l'arène, la cavea possédait un haut podium, derrière lequel se trouvait un couloir couvert pour permettre aux fauves et aux gladiateurs de pénétrer dans l'arène. 
Sur les premiers gradins, fut retrouvée l'inscription de citoyens romains importants.

## Galerie

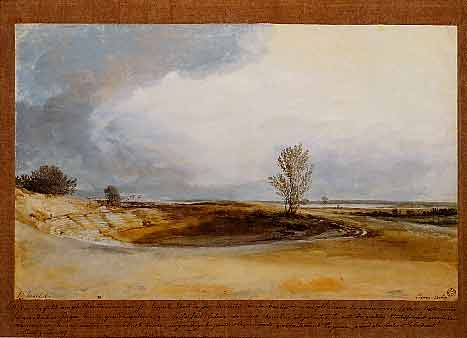
En 1782.
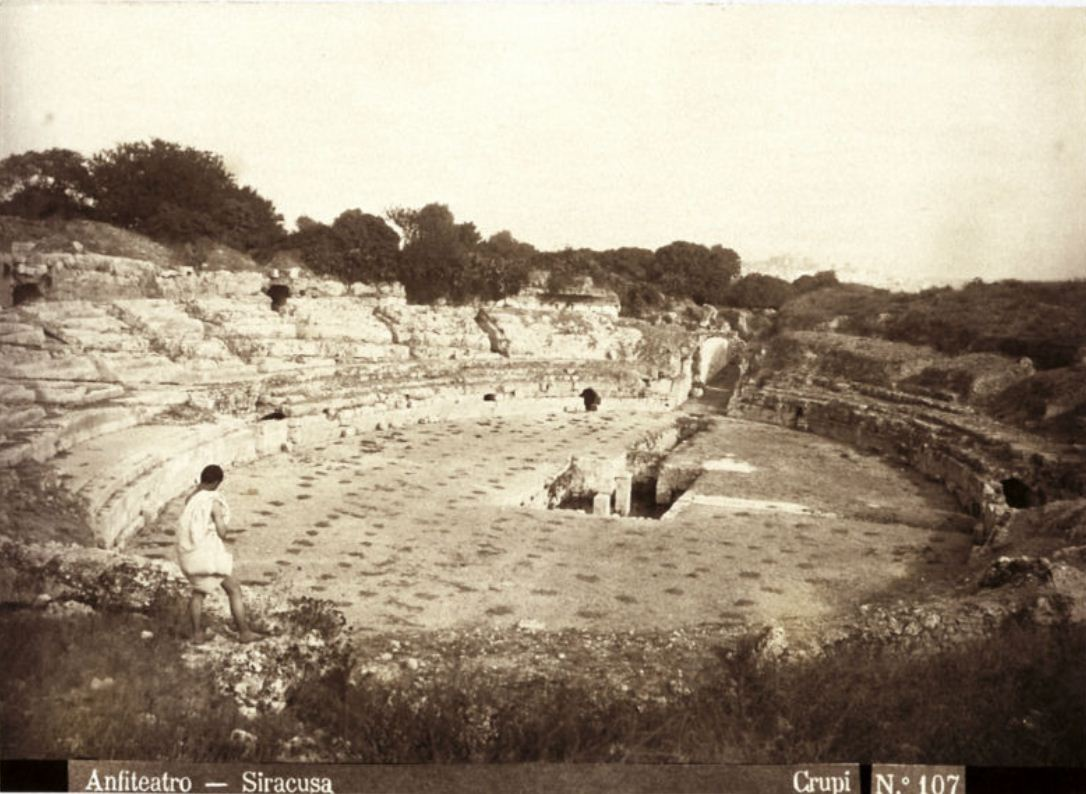
Au XIXe siècle.
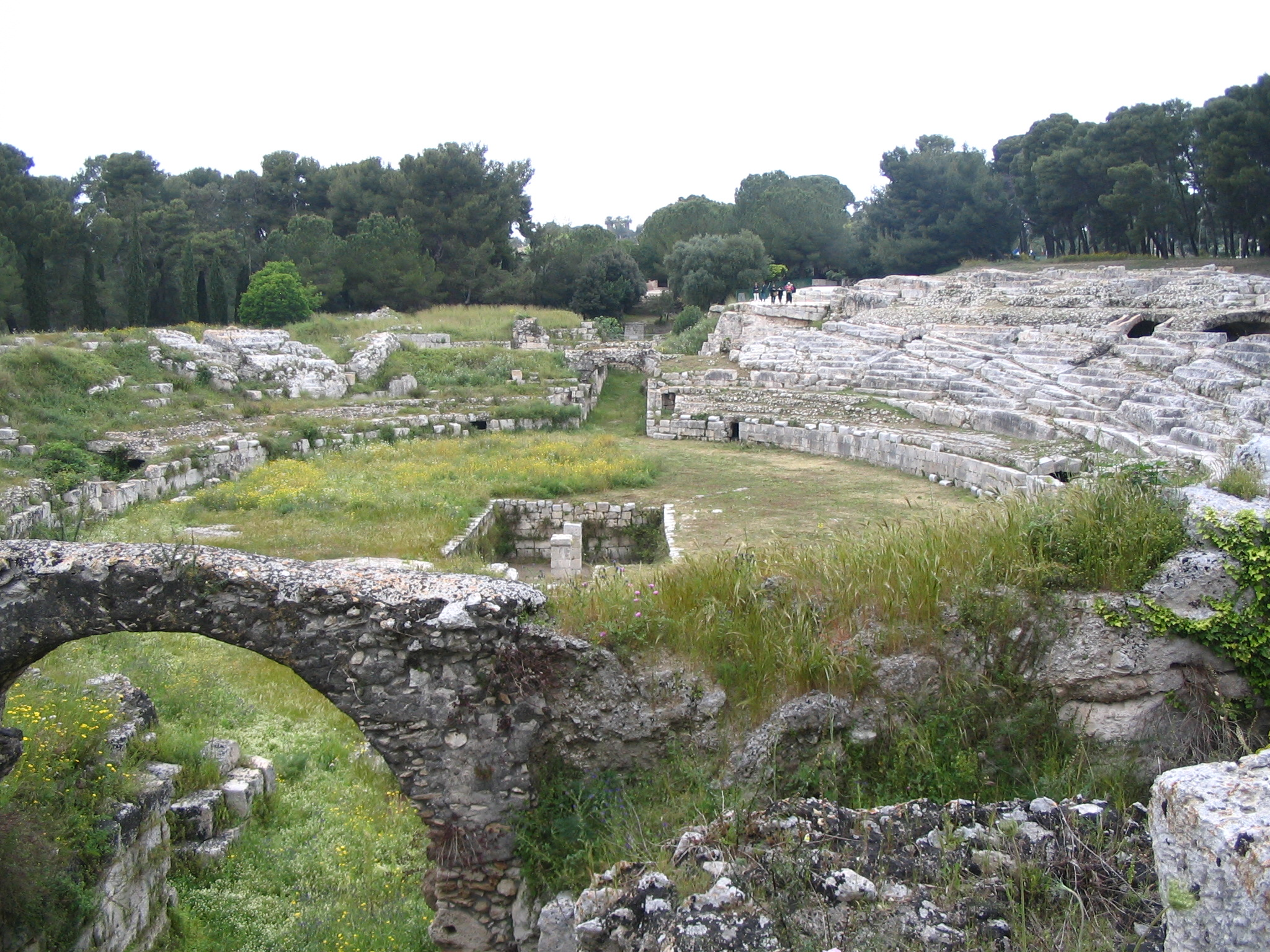
Amphithéâtre, vue côté nord.
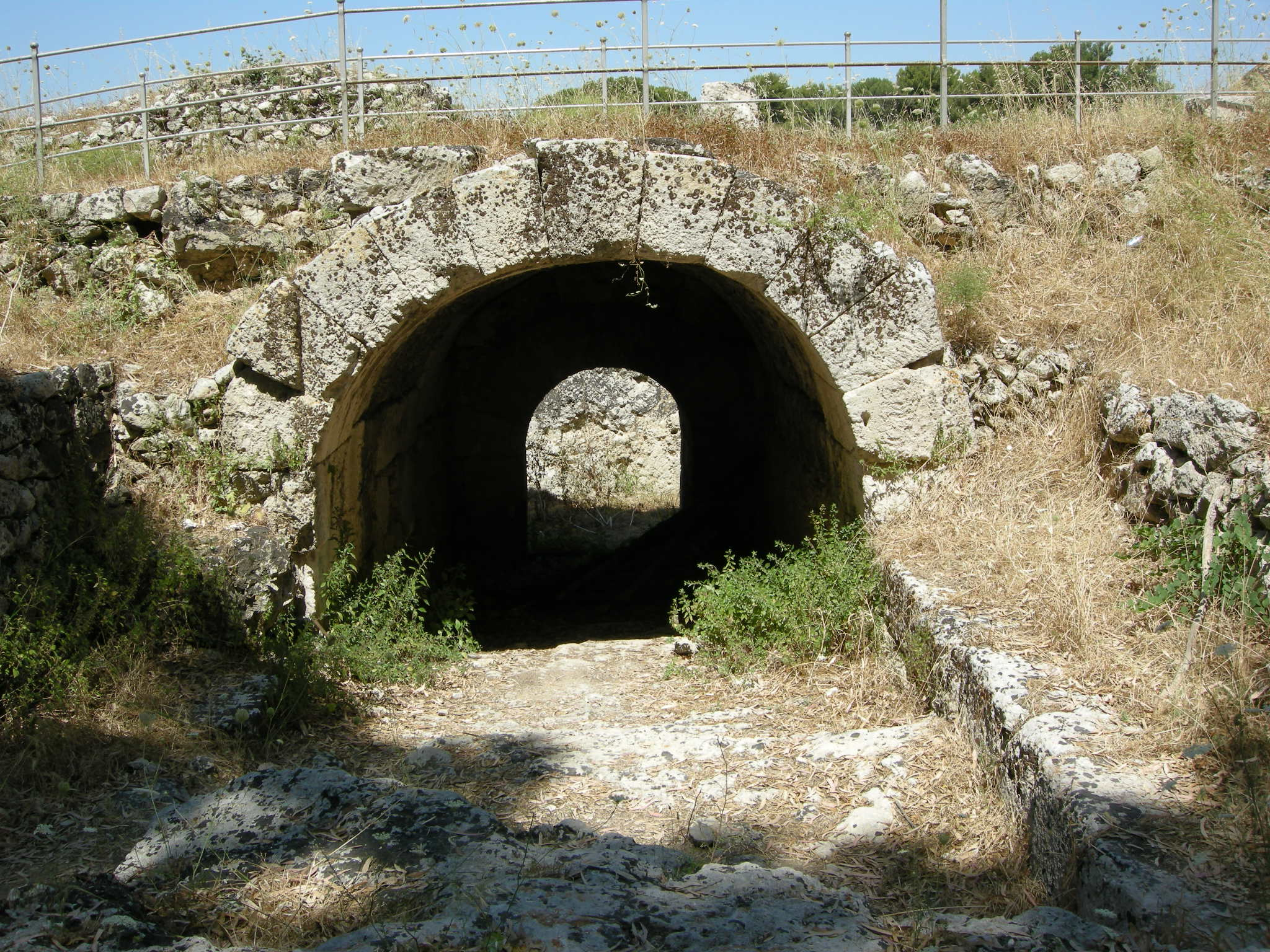